# Циклогексасилан
Циклогексасилан — бинарное неорганическое соединение
кремния и водорода с формулой Si6H12,
бесцветная жидкость,
реагирует с водой.

## Получение
- Реакция тетрагидроалюмината лития и додекахлорида гексакремния:

{\displaystyle {\mathsf {Si_{6}Cl_{12}+3LiAlH_{4}\ {\xrightarrow {}}\ Si_{6}H_{12}+3LiCl+3AlCl_{3}}}}
- Пиролиз моносилана и дисилана при нагревании при пониженном давлении с последующей фракционной перегонкой.

## Физические свойства
Циклогексасилан образует бесцветную жидкость, которая
реагирует с водой.
Растворяется в этаноле и сероуглероде.